# Backlash (1999)
 (août 2016).
Pour les articles homonymes, voir Backlash.
Backlash 1999 est un événement de catch qui s'est déroulé le 25 avril 1999 au Providence Civic Center de Providence, Rhode Island.

## Contexte
Les spectacles de la World Wrestling Federation (désormais renommée WWE) sont constitués de matchs aux résultats prédéterminés par les scénaristes de la WWF. Ces rencontres sont justifiées par des storylines – une rivalité entre catcheurs, la plupart du temps – ou par des qualifications survenues dans les shows de la WWF Raw is War et Sunday Night Heat. Tous les catcheurs possèdent un gimmick, c'est-à-dire qu'ils incarnent un personnage gentil (face) ou méchant (heel), qui évolue au fil des rencontres. Un événement comme Backlash est donc un événement tournant pour les différentes storylines en cours,.

## Tableau des matchs
| # | Résultats                                                                                             | Stipulations                                                                          | Durée |
| --- | --- | ------------------------------------------------------------------------------------- | ----- |
| 1H | Val Venis et Nicole Bass battent D'Lo Brown et Ivory                                                  | Tag team match                                                                        | 01:43 |
| 2H | Droz et Prince Albert battent Too Much (Brian Christopher et Scott Taylor)                            | Tag team match                                                                        | 01:09 |
| 3H | Kane bat The Big Boss Man                                                                             | Match simple                                                                          | 02:45 |
| 4H | Viscera bat Test                                                                                      | Match simple                                                                          | 02:09 |
| 5 | The Ministry of Darkness (Bradshaw, Faarooq et Mideon) battent The Brood (Edge, Christian et Gangrel) | 6-Man Tag Team Match                                                                  | 11:38 |
| 6 | Al Snow (avec Head) bat Hardcore Holly (c)                                                            | Match simple pour le WWF Hardcore Championship                                        | 15:27 |
| 7 | The Godfather (c) bat Goldust                                                                         | Match simple pour le WWF Intercontinental Championship                                | 05:12 |
| 8 | The New Age Outlaws (Road Dogg et Billy Gunn) battent Jeff Jarrett et Owen Hart (avec Debra)          | Tag team match                                                                        | 10:27 |
| 9 | Mankind bat The Big Show                                                                              | Boiler Room Brawl                                                                     | 07:50 |
| 10 | Triple H (avec Chyna) bat X-Pac                                                                       | Match simple                                                                          | 19:19 |
| 11 | The Undertaker (avec Paul Bearer) bat Ken Shamrock                                                    | Match simple                                                                          | 18:53 |
| 12 | Steve Austin (c) bat The Rock                                                                         | Match simple pour le WWF Championship (avec Shane McMahon en tant qu'arbitre spécial) | 17:10 |
| (c) désigne le champion défendant son titre dans le match. H – indique que le match a eu lieu lors de Sunday Night Heat | |                                                                                       |       |